# Красная Буда (Гомельская область)
Красная Буда (бел. Красная Буда, бел. Чырвоная Буда) — агрогородок в Усохо-Будском сельсовете Добрушского района Гомельской области Республики Беларусь.

## Административное устройство
До 16 декабря 2009 года в составе Дубровского сельсовета.
В 2011 году деревня Красная Буда преобразована в агрогородок.

## География

### Расположение
В 34 км на юго-восток от Добруша, 7 км от железнодорожной станции Тереховка (расположена на линии Гомель — Бахмач), 47 км от Гомеля.

### Гидрография
Река Уть (приток реки Сож).

## Транспортная сеть
Транспортная связь по просёлочной, затем по автомобильной дороге Тереховка — Гомель. Планировка состоит из 3 (2 короткие и 1 протяжённая) улиц, почти параллельных между собой и ориентированных с северо-запада на юго-восток. Застройка двусторонняя, деревянная усадебного типа. В 1986-87 годах построены кирпичные дома на 50 семей, в которых разместились переселенцы из загрязненных радиацией мест после катастрофы на Чернобыльской АЭС.

## История
По письменным источникам поселение известно с XVIII века как деревня в Речицком повете Минского воеводства ВКЛ. После 1-го раздела Речи Посполитой (1772 год) в составе Российской империи, в Белицком, с 1852 года в Гомельском уезде Могилёвской губернии. В 1803 году построена деревянная церковь. В 1865 начала работать школа. С 1781 года действовали 2 круподробилки, хлебозапасный магазин, с 1879 года — мастерская по обработке овчин. В 1880 году действовали церковь, 3 ветряные мельницы, центр волости (до 8 декабря 1926 года), в которую в 1890 году входили 13 поселений с 2093 дворами. Согласно переписи 1897 года находились хлебозапасный магазин, трактир. В 1909 году 1591 десятин земли, в Гомельском уезде Могилёвской губернии. Имелось отделение почтовой связи.
С 26 апреля 1919 года в Гомельской губернии. 8 декабря 1926 года передана в состав БССР, по 30 декабря 1927 года центр Краснобудского, с 4 августа 1927 года Тереховского районов Гомельского округа. В 1929 году создан колхоз «Красная Буда», работали 3 ветряные мельницы, кузница. Во время Великой Отечественной войны фашисты сожгли деревню. В боях около деревни в 1941 году погибли 15 советских солдат (похоронены в братской могиле по улице Ленинской). На фронтах и в партизанской борьбе погибли 256 жителей, память о них увековечивает стела с именами павших, установленная в 1971 году по улице Ленинской. Согласно переписи 1959 года центр колхоза «Ленинский путь». Размещаются комбинат бытового обслуживания, 9-летняя школа, клуб, библиотека, отделение связи, фельдшерско-акушерский пункт, детские сад-ясли, магазин.
В 2011 году деревня Красная Буда преобразована в агрогородок.

## Население

### Численность
- 2004 год — 235 хозяйств, 574 жителя

### Динамика
- 1885 год — 95 дворов, 709 жителей
- 1897 год — 134 двора, 511 жителей (согласно переписи)
- 1909 год — 154 двора, 1215 жителей
- 1926 год — 183 двора, 937 жителей
- 1959 год — 980 жителей (согласно переписи)
- 2004 год — 235 хозяйств, 574 жителя